# Pálos (település)
Pálos (románul: Paloș, régebben Palăș, németül: Königsdorf) falu Romániában, Brassó megyében.

## Fekvése
Kőhalomtól északra, Kaca és Homoródbene között, a Pálos partján fekszik. Áthalad rajta a Segesvár–Brassó-vasútvonal.

## Népesség
- 1857: 1016 fő
- 1869: 967 fő
- 1880: 950 fő
- 1890: 873 fő, ebből 840 román, 28 magyar, 5 német
- 1900: 962 fő, ebből 913 román, 42 magyar, 5 német, 2 egyéb
- 1910: 852 fő, ebből 822 román, 28 magyar, 2 német
- 1920: 1012 fő, ebből 1008 román, 4 magyar
- 1930: 994 fő, ebből 972 román, 18 magyar, 4 német
- 1956: 755 fő
- 1966: 660 fő
- 1977: 486 fő
- 1992: 315 fő, ebből 297 román, 7 magyar, 1 német, 10 cigány
- 2002: 296 fő, ebből 287 román, 8 magyar, 1 német, 49 cigány